# Романов Артем Сергійович
Артем Сергійович Романов (рос. Артем Сергеевич Романов; 22 червня 1984, м. Челябінськ, СРСР) — російський хокеїст, нападник. Виступає за «Супутник» (Нижній Тагіл) у Вищій хокейній лізі. 
Виступав за «Трактор» (Челябінськ), «Динамо-Енергія» (Єкатеринбург), «Нафтовик» (Леніногорськ), «Металург» (Сєров), «Мечел» (Челябінськ).